# ストロングマシン2号
ストロングマシン2号（- にごう、1995年6月12日 -  ）は、日本の女性ダンサー、タレント、空手家。実家である群馬県桐生市の妙音寺（真言宗）の副住職も務める。群馬県桐生市出身。本名は村上真魚（むらかみまお）。ぐんま国際アカデミー初等部・中等部・高等部、お茶の水女子大学文教育学部人文科学科卒業。お茶の水女子大学大学院人間文化創成科学研究科博士前期課程修了、博士後期課程在学中。

## 概要
「真魚」という名は空海の幼名からとられたものである。現在は寺の副住職（僧侶としての戒名は、本名と父から一文字ずつ取った「祐真」）であり、ゆくゆくは寺を継いで27代目の住職となるとのこと。出演した番組でも2号が副住職として活動する映像や写真が公開された。
ステージネームとして「ストロングマシン2号」を名乗るが、「1号」は実父で妙音寺の26代目住職、かつ日本武道阿門會の會長でもある村上祐尊。真魚自身も空手道部門のコーチに名を連ねている。
小さい頃にチェーンをまたいで動きが取れなくなったビデオが投稿番組で放送されたことがある。
2003年（当時8歳）からダンサーとしての活動を開始し、2004年夏頃から各ダンスコンテストで入賞するようになる。
2005年、POLYSICSのPVに起用される。
2006年、ウタワラの親子DEダンス選手権で優勝。
全日本ジュニア硬式空手道選手権大会にて、小学校1年生から5年生までは毎年優勝、6年生の時に3位。
2008年10月に、又吉&D.O名義のCD『なめ猫25周年記念ミニアルバム なめんなよ』（ポニーキャニオン）に収録のリード曲「なめんなよ」のヴォーカルとして指名され、歌手デビューとなったが、2009年2月にD.Oが麻薬取締法違反の容疑で逮捕されたことにより、販売、配信中止となっている。
2016年に中京テレビ『スーパーチャンプル』が復活した際には、MCのアシスタントを務めている。

## 主な出演歴

### テレビ番組
- 竹山先生。（2006年、テレビ東京）
- スーパーチャンプル（2006年、中京テレビ）
- うたばん（2006年、TBS）
- たけしの誰でもピカソ（2006年、テレビ東京）
- ウタワラ（2006年、日本テレビ）
- ポケモンサンデー（2007年、テレビ東京）
- フジヤマ☆スタア（2007年、関西テレビ）
- クイズプレゼンバラエティー Qさま!!（2007年、テレビ朝日）
- ダウンタウンDX（2007年、日本テレビ）

### ミュージック・ビデオ
- POLYSICS 『I My Me Mine』（2005年）

元々はPVの一部だけに出演する予定だったが、本人が一曲丸ごとのダンスを考えてきたために急遽「STRONG MACHINE 2 Ver.」と「ALL STAR Ver.」の2つが作られた。ちなみに「STRONG MACHINE 2 Ver.」は2006年SPACE SHOWER Music Video Awards「BEST CONCEPT VIDEO」に選ばれた。
- POLYSICS 『Electric Surfin' Go Go』（2006年）

### CM
- ニンテンドーDSソフト「DS陰山メソッド 電脳反復 ます×ます百ます計算」（2006年）
- ニンテンドーDSソフト「DS陰山メソッド 正しい漢字 かきとりくん」（2007年）
- NTT DoCoMo山形（2007年）
- 日本ハム「ミートスティック リンクス」（2007年）
- ブルーシールアイスクリーム（2007年）
- Gラインとやま（2007年 - ）
- 太陽生命保険「保険組曲Best ハンドダンス篇」他（2014年 - ） - 江田 友莉亜と共演

### その他
- USATAKU - 富士通のFMV CMにて木村拓哉が変身したうさぎのサイト
- YouTubeネタバトル